# Säubach (Loisach)
Der Säubach, im Oberlauf Zeilbach genannt, ist ein linker Zufluss der Loisach bei Penzberg im oberbayerischen Landkreis Weilheim-Schongau. 
Er besteht aus einem weit verzweigten Netz aus Zuflüssen und hat einen unregelmäßigen, weitgehend ostwärtigen Verlauf, beschränkt auf den Süden Penzbergs und in Penzbergs Stadtgebiet. Dort wird auch der Hochwasserschutz thematisiert.
Teilweise verläuft der Bach im FFH-Gebiet Moore um Penzberg.